# Heavy Pettin (album)
Lettin Loose, diffuso anche come omonimo Heavy Pettin, è il primo album degli Heavy Pettin, pubblicato nel 1983 per l'Etichetta discografica Polydor Records. 

## Tracce
1. In and out of Love (Bonnar, Hayman, Moat)  3:50
2. Broken Heart (Bonnar, Hayman, Moat) 4:08
3. Love on the Run (Hayman, Mendoza, Moat) 4:00
4. Love Times Love (Bonnar, Moat) 3:59
5. Victims of the Night (Bonnar, Hayman, Moat) 5:14
6. Rock Me (Bonnar, Hayman, Moat) 4:58
7. Shout It Out (Bonnar, Hayman, Moat) 3:34
8. Devil in Her Eyes (Bonnar, Hayman, Moat) 5:08
9. Hell Is Beautiful (Bonnar, Hayman, Moat) 4:07

### Tracce aggiunte nel Remaster (Majestic Rock)
- 10. Roll The Dice (Bonnar, Hayman, Moat, Mendoza, Waugh) 4:11
- 11. Shadows Of The Night (Bonnar, Moat, Hayman) 4:32

## Formazione
- Hamie - voce
- Punky Mendoza - chitarra
- Gordon Bonnar - chitarra
- Brian Waugh - basso
- Gary Moat - batteria